# Vansant
Vansant és una concentració de població designada pel cens dels Estats Units a l'estat de Virgínia. Segons el cens del 2000 tenia 989 habitants.

## Demografia
Segons el cens del 2000, Vansant tenia 989 habitants, 436 habitatges, i 309 famílies. La densitat de població era de 48,6 habitants per km².
Dels 436 habitatges en un 24,3% hi vivien nens de menys de 18 anys, en un 54,8% hi vivien parelles casades, en un 12,4% dones solteres, i en un 29,1% no eren unitats familiars. En el 25,9% dels habitatges hi vivien persones soles l'11% de les quals corresponia a persones de 65 anys o més que vivien soles. El nombre mitjà de persones vivint en cada habitatge era de 2,27 i el nombre mitjà de persones que vivien en cada família era de 2,73.
Per edats la població es repartia de la següent manera: un 19% tenia menys de 18 anys, un 6,6% entre 18 i 24, un 27,8% entre 25 i 44, un 31,9% de 45 a 60 i un 14,8% 65 anys o més.
L'edat mediana era de 43 anys. Per cada 100 dones de 18 o més anys hi havia 85,8 homes.
La renda mediana per habitatge era de 26.250 $ i la renda mediana per família de 30.104 $. Els homes tenien una renda mediana de 28.068 $ mentre que les dones 20.714 $. La renda per capita de la població era de 13.743 $. Entorn del 14,7% de les famílies i el 17,1% de la població estaven per davall del llindar de pobresa.

## Poblacions més properes
El següent diagrama mostra les poblacions més properes.